# Colpogyne betsiliensis
Colpogyne betsiliensis là một loài thực vật có hoa trong họ Tai voi. Loài này được (Humbert) B.L.Burtt mô tả khoa học đầu tiên năm 1971.